# Teatro Solís

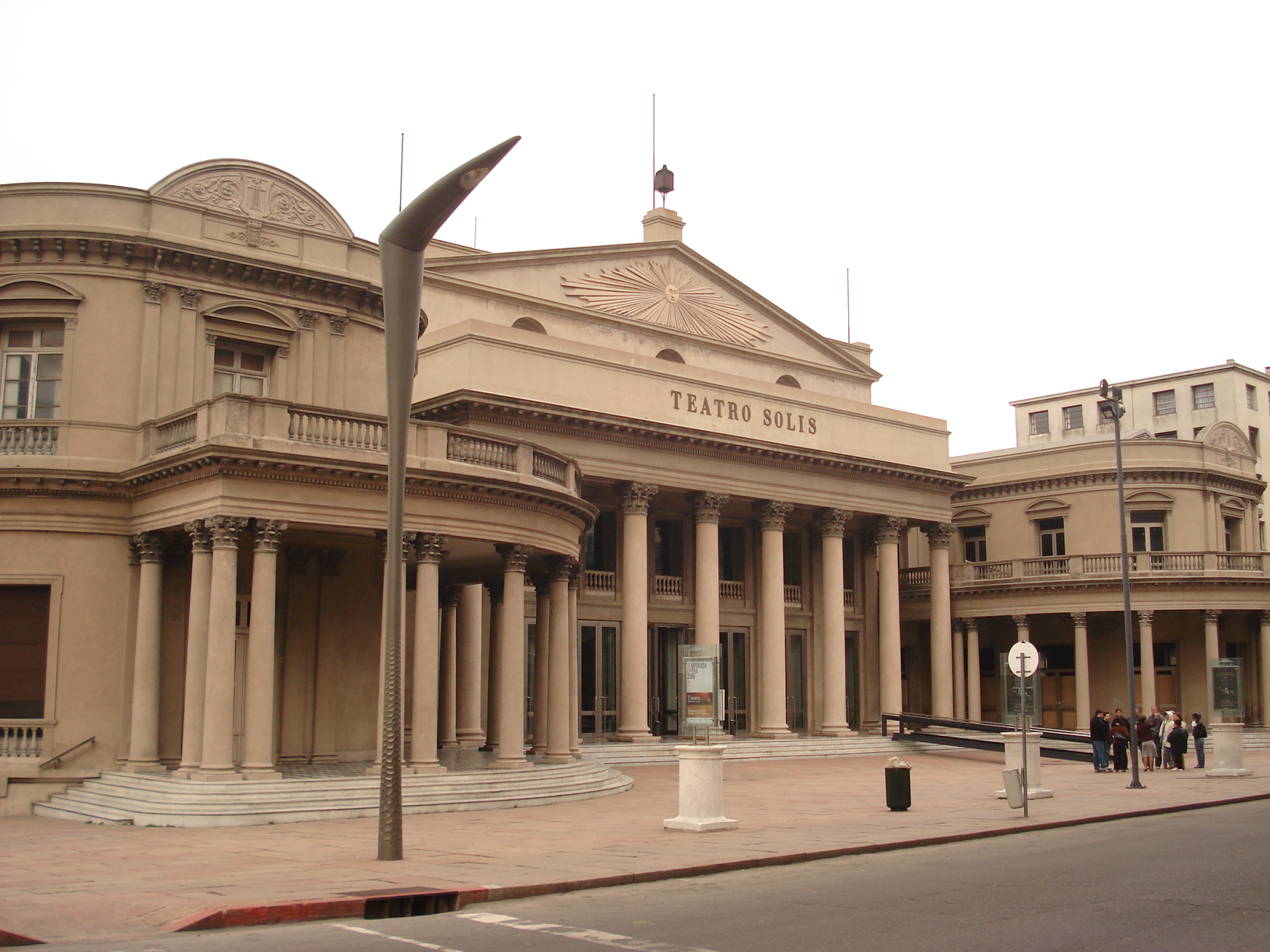
Teatro Solís

O Teatro Solís da cidade de Montevidéu (Uruguai) foi inaugurado no ano de 1856 na presença do presidente Gabriel Antonio Pereira, com a representação da ópera Ernani de Giuseppe Verdi, embora a ideia de ter um teatro de nível internacional na capital da jovem república quase sempre existiu.
Aconteceu muitas apresentações legais no Teatro Solis 
Tem o nome do navegante espanhol Juan Díaz de Solís, que foi comandante da primeira expedição européia a penetrar no Río de la Plata. Antes de o nome ser escolhido tinham-se arranjado outros, como Teatro del Progreso, Teatro de la Empresa e Teatro del Sol (devido ao grande sol que coroa a fachada do edifício).
A guerra civil que se prolongou de 1838 até 1851 começou os trabalhos de construção do teatro em 1842 e que foram interrompidas no ano de 1852 pelo Cerco a Montevidéu durante a Guerra Grande. No momento da inauguração ainda não estava acabado, faltando as asas laterais provocando um contraste importante entre a central telefônica e os espaços laterais vazios. Estes levantaram-se entre os anos de 1869 e 1874 e uma vez terminados eles não foram dedicados à actividade teatral, mas para locais comerciais.
A fachada principal do Solís tem semelhanças com a do Teatro Carlo Felice em Génova. O teatro tem uma forma ligeiramente elíptica, como a do Teatro alla Scala, de Milão, embora o interior do Solís mantenha uma semelhança notável com outro teatro italiana, o Teatro Metastasio de Prato, perto de Florença.
O teatro possui características típicas dos teatros líricos, com orquestra e quatro anéis conhecidos como Baixo Tertulia, Tertulia alto, Panela e Paraíso. 

## Galeria

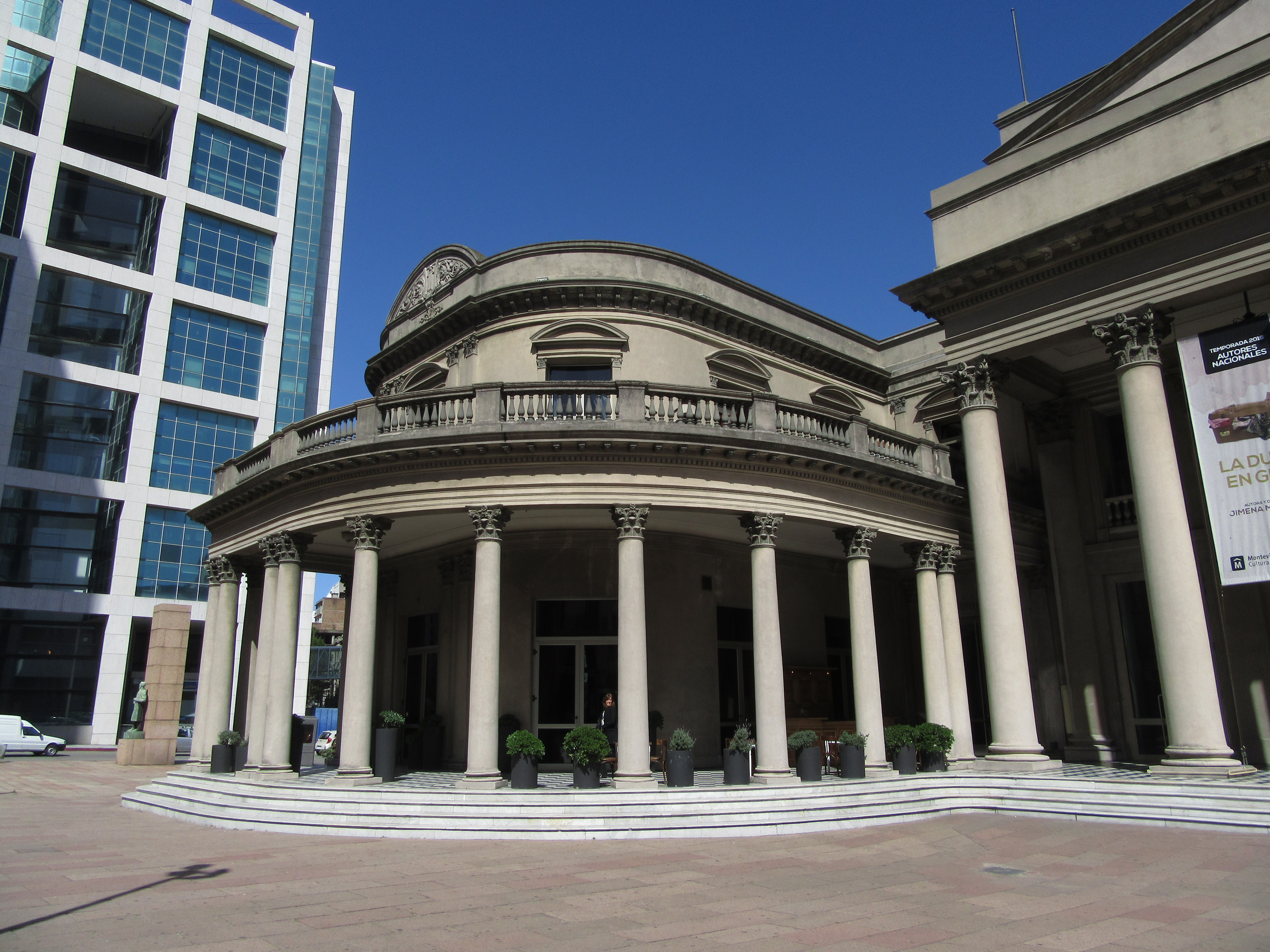
Fachada do teatro
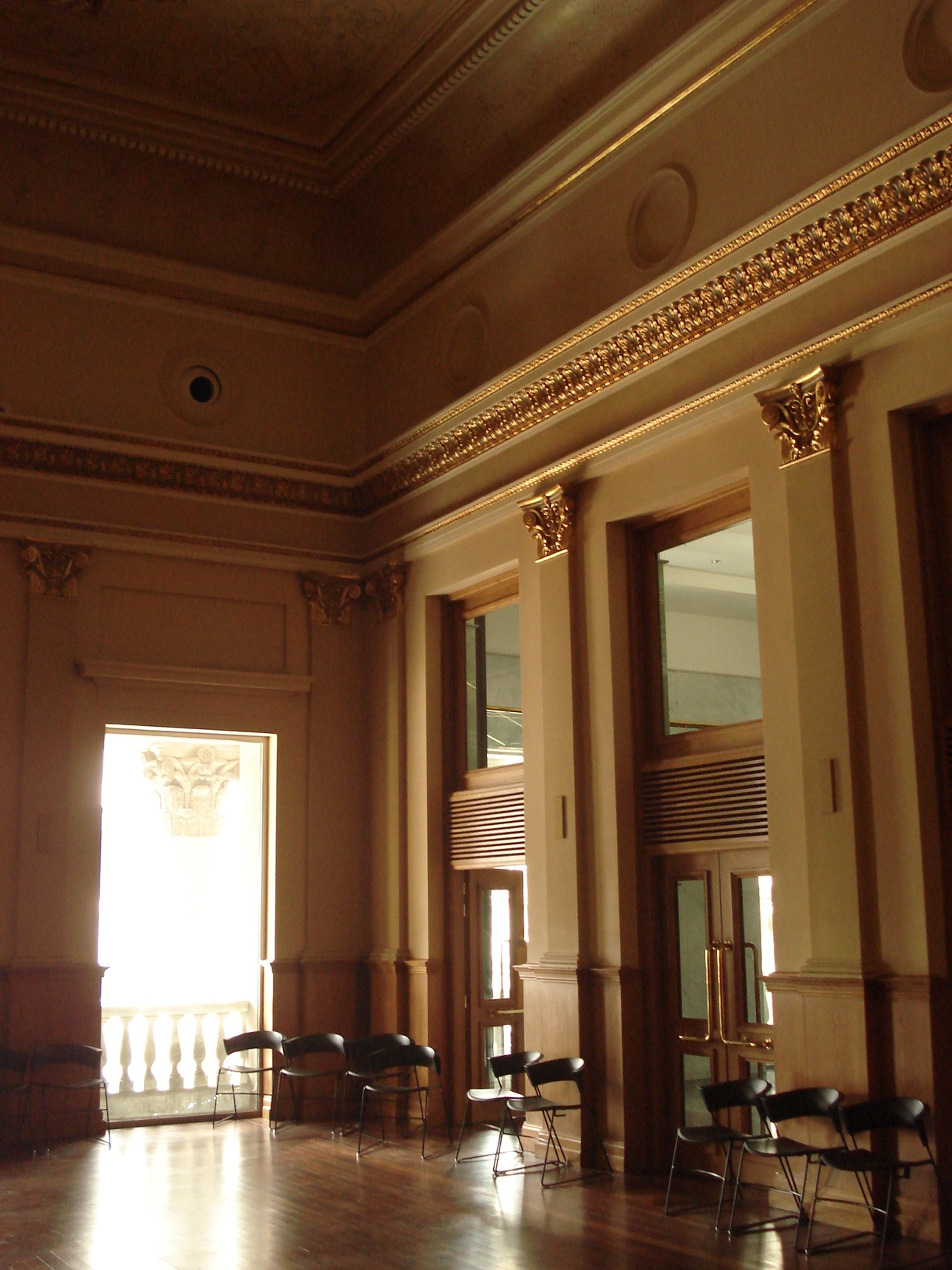
Foyer
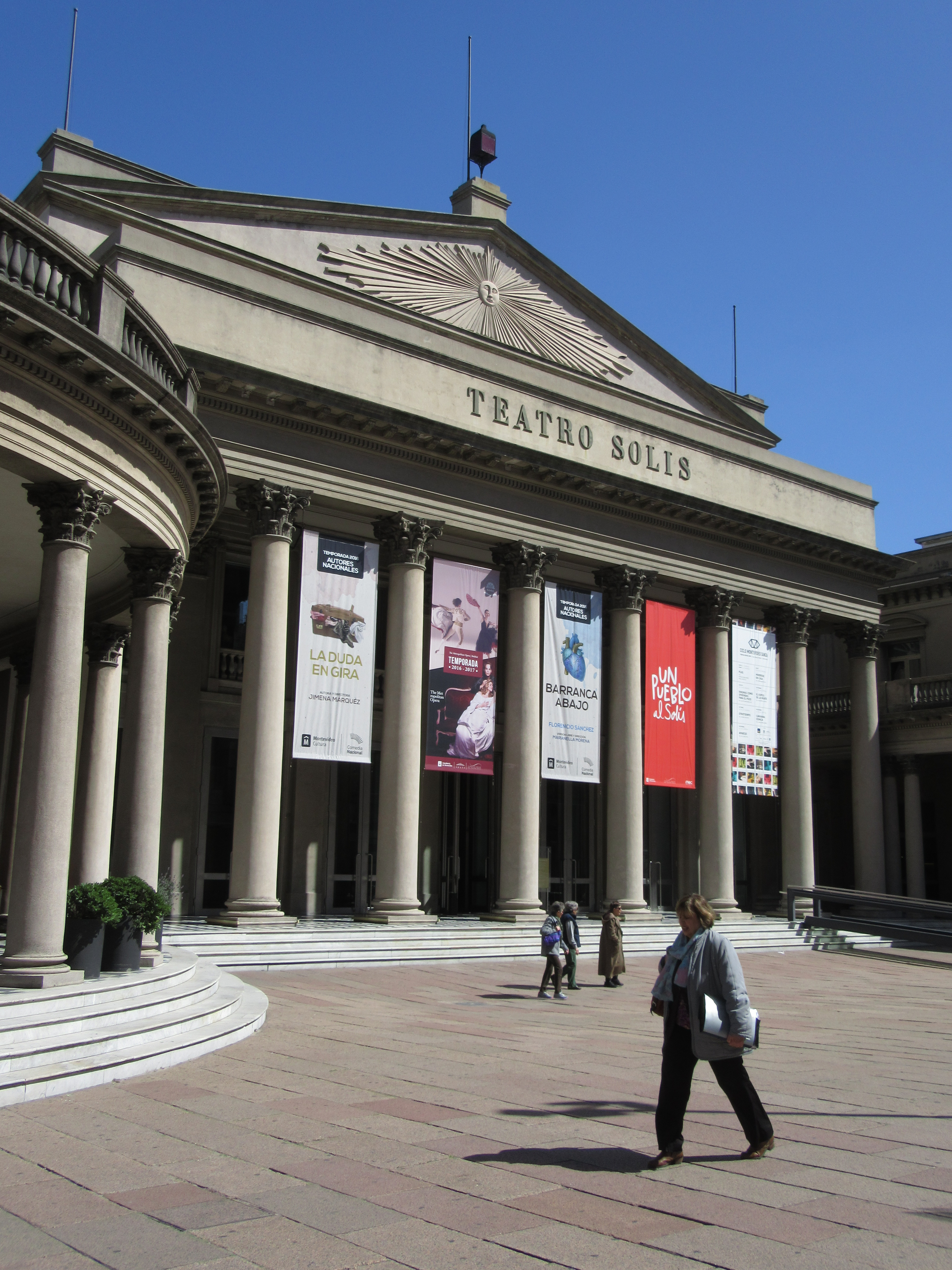
Fachada